# ذا ستيغ
ذا ستيغ (بالإنجليزية: The Stig)‏ شخصية وسائق اختبار في برنامج السيارات توب غير، يعرض على تلفزيون هيئة الإذاعة البريطانية، مجهول الشكل ويشار إليه غالبا بالبرنامج بصيغة الغير عاقل على أساس أنه ليس إنسان، وتم الإدعاء في أحد حلقات البرنامج بأنه بطل فورمولا 1 السابق مايكل شوماخر، وفي أحد الحلقات كشف ذا ستيغ عن نفسه وتبين أنه بيري مكارثي بطل سباقات فورمولا 1.
قبل ظهوره بأي حلقة يقدمه مقدم البرنامج جيرمي كلاركسون بوصف غريب مثل (يقال أنه يعيش فوق شجرة)، أو (يقال أنه في روسيا يوجد مطار باسمه)، أو (أنه يستطيع إمساك سمكة بلسانه)، أو (أن صورته على عملة اليابان)، أو (يقال أنه لم يستحم منذ ولادته) وأيضًا من التعليقات المضحكه (يقال أنه له وجه إلكتروني).